# Theotima radiata
Theotima radiata är en spindelart som först beskrevs av Simon 1891.  Theotima radiata ingår i släktet Theotima och familjen Ochyroceratidae. Inga underarter finns listade i Catalogue of Life.